# Rhaestus grandis
Rhaestus grandis är en stekelart som först beskrevs av Teunissen 1953.  Rhaestus grandis ingår i släktet Rhaestus och familjen brokparasitsteklar. Arten är reproducerande i Sverige. Inga underarter finns listade i Catalogue of Life.